# Mariahu
Mariahu es un pueblo y nagar Panchayat situado en el distrito de Jaunpur en el estado de Uttar Pradesh (India). Su población es de 22778 habitantes (2011). 

## Demografía
Según el censo de 2011 la población de Jafarabad era de 22778 habitantes, de los cuales 11661 eran hombres y 11117 eran mujeres. Mariahu tiene una tasa media de alfabetización del 79,32%, superior a la media estatal del 67,68%: la alfabetización masculina es del 86,25%, y la alfabetización femenina del 72,09%.